# Drama-CD
Un drama-CD o drama CD (ドラマCD?, Dorama CD) è un particolare tipo di CD audio di solito legato ad anime o manga di successo, e particolarmente in voga in Giappone soprattutto fra gli otaku. Si tratta di fatto di un radiodramma non trasmesso in radio, ma pubblicato direttamente in CD.
A differenza delle semplici colonne sonore, un drama-CD non presenta al suo interno delle tracce musicali, sebbene può capitare che delle tracce di questo tipo siano comunque presenti. Infatti, la sua caratteristica fondamentale è quella di presentare delle particolari storie - spesso alternative alle serie più di successo - in cui i doppiatori di un particolare anime recitano leggendo da un copione o improvvisando, vestendo ancora una volta i panni dei personaggi da loro doppiati nelle serie televisive.
Va comunque detto che, sebbene tutto ciò rappresenti la regola, esistono diverse eccezioni, soprattutto quando un drama-CD viene prodotto a partire da un manga, o da un romanzo, dei quali esiste anche la versione animata. Vi sono così dei lavori, come i drama-CD di Host Club - Amore in affitto e D.N.Angel, il cui cast di doppiatori è totalmente distinto dal cast dei doppiatori delle rispettive serie animate.